# Народное благочестие
Народное благочестие (англ. Popular piety) — это понятие, определённое в Справочнике народного благочестия и литургии, изданном Конгрегацией богослужения и дисциплины Таинств Католической Церкви.

## Ценности
Католическая Церковь провозгласила народное благочестие «истинным сокровищем народа Божия» и осудила отношение «некоторых людей, занимающихся заботой о душах, которые априори презирают обряды преданности благочестию, которые в своих правильных формах были рекомендованы магистратурой, которые отринули их в сторону и, таким образом, создали вакуум, который сами не заполняют».

## Отношение к литургии
Второй Ватиканский Собор изъявил желание, чтобы народные обряды преданности «были составлены таким образом, чтобы они гармонировали с литургическими временами года, соответствовали священной литургии, каким-то образом происходили из нее и приводили к ней людей, поскольку на самом деле Литургия по своей природе намного превосходит любой из них».
В Средние века общественные функции Церкви и народные обряды были тесно связаны. Прихожане помогали в ежедневной псалмодии Литургии Часов, жертвоприношении Мессы, многочисленных процессиях, были достаточно знакомы с литургией. Те немногие религиозные практики вне официальных служб, например, Розарий (заменитель 150-ти Псалмов), возникли из литургии.
В начале периода модерна «первенство, придаваемое созерцанию, важность, придаваемая субъективности и определенному аскетическому прагматизму, возвышающему человеческие усилия, гарантировали, что литургия больше не является главным источником христианской жизни в глазах мужчин и женщин в духовной жизни» Реформа римской литургии после Трентского собора принесла преимущества. Например, она обеспечила, чтобы содержание доктрины отражало веру в ее чистоту. Однако её новая форма способствовала замкнутости духовенства и усилила разделение между литургией и народным благочестием.
Тогда народное почитание (преданность) пошло по своей тропе, особенно с XVI века. Нелитургические практики, например, венчики, «Посты Креста», «Сорокочасовая преданность», различные литании, молитвы и венчики на основе розария. Были учреждены новенны и серии воскресений и будней в честь особых святых или тайн (розария).
Целые месяцы года были посвящены особым молитвам, наиболее распространёнными из которых были: январь (Святейшее имя Иисуса); март (Святой Иосиф); май (Дева Мария); июнь (Святейшее Сердце); июль (Кровь Христова); сентябрь (Богоматерь скорбящая); октябрь (Розарий); Ноябрь (Души в Чистилище).
Возрождение литургического богослужения началось в конце XIX века и было продвинуто реформами папы Пия X и его преемников в XX веке.

## Практики народного благочестия
В Справочнике «Народное благочестие» и «Литургия» отдельные главы посвящены рассмотрению практик, связанных с литургическим годом, почитанием Божией Матери, почитанием других святых и беатифицированных, молитвой за умерших, а также святыням и паломничествам.
Под заголовком «Язык народного благочестия» говорится о жестах, текстах и формулах, песне и музыке, сакральной музыке, священных местах и священных временах.
Для обзора некоторых практик, являющихся частью католического народного благочестия, см. статью «Католические молитвы».

## Регулирование
Справочник формулирует: 

Проявления народного благочестия относятся к юрисдикции местного ординария. Он должен регулировать такие проявления, поощрять их как способ помочь верующим жить христианской жизнью, а также очищать и проповедовать их, где это необходимо.
 При применении этого принципа члены Церкви, священнослужители или миряне, отдельные лица или группы, должны получить разрешение местного ординария для продвижения молитв, формул или частных инициатив в этой области. На уровне, выходящем за пределы отдельных епархий, компетенция принадлежит Конгрегации Божественного Поклонения и Дисциплине Таинств.